# 平島正郎
平島 正郎（ひらしま まさお、1926年10月27日 - 2009年8月10日）は、日本の音楽学者。明治学院大学名誉教授。
弟の平島二郎は建築家で平島建築設計事務所代表。

## 来歴
東京府（現在の東京都）生まれ。1951年、東京大学文学部美学藝術学科卒、同大学院修士課程修了。1963年から1964年にかけて、また、1967年から1968年にかけてフランスに留学、N・デュフルク教授に師事。桐朋学園大学音楽学部教授、宮城学院女子大学教授、明治学院大学教授。1998年定年退任、名誉教授。遠山音楽図書館副館長も務めた。
2009年8月10日、拡張型心筋症のため死去。

## 著書
- ドビュッシー 音楽之友社 1966 (大音楽家人と作品)

共著
- 19世紀の文学・芸術 徹底討議 菅野昭正・高階秀爾と 青土社 1975、新版2000

### 翻訳
- 現代音楽への道 バッハよりシェーンベルクまで R.レイボウィッツ 遠山一行共訳 ダヴィッド社 1956
- ドビュッシー ジャン・バラケ 白水社「永遠の音楽家」 1969、新版1977
- フランス音楽史 ノルベール・デュフルク 遠山一行・戸口幸策共訳 白水社 1972、新版2009
- ドビュッシィ 印象主義と象徴主義 ステファン・ヤロチニスキ 音楽之友社 1986.3
- ビゼー 「カルメン」とその時代 ミシェル・カルドーズ 井上さつき共訳 音楽之友社 1989.9
- 世紀末から20世紀音楽へ  アール・ヌゥヴォーとユーゲント様式 ユルグ・シュテンツル編 平尾行蔵共訳 音楽之友社 1993.10。論考12編
- ドビュッシー音楽論集  反好事家八分音符氏 岩波文庫 1996.1